# Big room house
El Big room house (o simplemente abreviado como Big room) es un subgénero del electro house, situado dentro del denominado EDM, con muchas influencias que derivan desde el hard techno, el progressive house, el trance y el dutch house. A menudo se caracteriza una estructura altamente progresiva por la introducción de subidas y bajadas (con piano, cuerdas, vocales), seguido de un estado altamente energético y una caída de bajo y bombo generalmente simplistas y un "breakdown" sintetizado. Cada producción está generalmente realizada a una velocidad de 125 a 132 BPM (pulsaciones por minuto). El término "big room" se refiere a la reverberación de las líneas de bajo, a la par de bombos "minimalistas", creando una ilusión de sentirse en un espacio cerrado. Originalmente era un estilo del electrohouse que gracias a su popularidad, se dio camino como un genero independiente en los 2010s.

## Orígenes y popularidad
El Big room house ganó notoriedad a mediados de 2011 con la aparición de la canción "Epic" producida por Quintino y Sandro Silva, bajo el sello discográfico Musical Freedom Records, subsello discográfico de Spinnin' Records y que dirige el DJ y productor holandés, Tiesto.
En 2013[cita requerida], se consolida a nivel global. Algunas canciones como "Animals" de Martin Garrix, "Faith" de Blasterjaxx,  "Tsunami" de DVBBS & Borgeous, "Flute" de New World Sound y Thomas Newson, "Bigfoot" de W&W han encabezado las listas musicales durante meses, sobrepasando las fronteras de la escena electrónica.

## Artistas
La siguiente es una lista de algunos de los artistas más notables e influyentes del género en orden alfabético.
- Afrojack
- Álvaro
- Armin van Buuren
- Bassjackers
- Badd Dimes
- Blasterjaxx
- Boostedkids
- Borgeous
- Borgore
- Calvin Harris
- Carnage
- Cedric Gervais
- Chris Lake
- Dada Life
- David Guetta
- Deorro
- Dimitri Vegas & Like Mike
- D.O.D
- Dropgun
- DVBBS
- Fafaq
- Fedde le Grand
- Firebeatz
- Futuristic Polar Bears
- Dawns
- FTampa
- GTA
- Hardwell
- Hard Rock Sofa
- Headhunterz
- Jay Hardway
- Joey Dale
- Julian Jordan
- Ivan Gough
- Jaxx & Vega
- Jewelz & Sparks
- Justin Prime
- KSHMR
- Kill The Buzz
- KURA
- KEVU
- Laidback Luke
- Lukas Mors
- MAKJ
- Martin Garrix
- Maddix
- Mike Hawkins
- MOTi
- NERVO
- Nick Havsen
- Nicky Romero
- OverLine
- Quintino (Creador)
- Olly James
- R3hab
- Sander van Doorn
- Sandro Silva (Creador)
- Shermanology
- Showtek
- Sick Individuals
- Sidney Samson
- Skytech
- Steve Aoki
- Sunnery James & Ryan Marciano
- Swanky Tunes
- Tiësto
- SamuRepp
- Timmy Trumpet
- Thomas Newson
- Tommy Trash
- Tony Junior
- Tujamo
- Twoloud
- Ummet Ozcan
- VINAI
- Wolfpack
- W&W
- Yves V
- Jordan